# قانا المغناوي
قانا المغناوي فنان ومغني ومؤلف وملحن موسيقى الراي اسمه الحقيقي «مراد قانا»، ولقبه الفني «المغناوي» نسبة إلى مدينته الأصلية مغنية، ولد سنة 1958 بولاية تلمسان غرب الجزائر بمغنية قرب الحدود الجزائرية المغربية.
يعتبر قانا المغناوي من أقدم المطربين المحدثين لأغنية الراي للنصف الثاني من القرن العشرين، مثل الشاب خالد، الصغير بوطيبة، الشابة فضيلة، الشاب صحراوي، بلقاسم بوتلجة، الشاب حسني، الشاب مامي وغيرهم.
كان له حضور متميز على مدار أزيد من 35 سنة في المهرجانات المحلية والوطنية، حيث يملك رصيدا ب 132 ألبوما، وقعه منذ منتصف السبعينيات.
ورغم أوج الحرب الأهلية الجزائرية إبان سنوات التسعينيات، حيث لم يتوقف الفنان قانا المغناوي المقيم بالعاصمة آنذاك من الغناء
 وظهر في عديد من الثنائيات الموسيقية منها مع الراحل الشاب حسني وثنائي مع الشابة الزهرة، ع بلمو مسعود وآخر ظهورمهرجاني مميز كان رفقة الشيخ سلطان
رابح عصمة بـمسرح الهواء الطلق بسيدي فرج- الكازيف بتاريخ الخميس 17 جويلية 2014.

في السنوات الأخيرة للألفية الثانية، تراجع ظهور الفنان على الساحة الفنية من حيث المنتوج الفني، سواء الغناء أو التلحين، فضلا عن كل ذلك يشير الفنان إلى ضعف الدعوات الفنية للعمل، وعدم رغبته في إحيائه للأفراح الخاصة مثلما هو شائع لدى بعض الفنانين.

## إعادة أداء أغانيه
يتحدث الفنان أنه يتم اختراق حقوق أغانية، من خلال تفشي ظاهرة إعادة أداء الألحان والكلمات مع طمس اسم الفنان الحقيقي لتلك الألحان والتأليف، بدون أن يبذل بعض الفنانين حتى استشارة لصاحبها.
وحسب قوله يبقى الهاجس الأكبر وفق مغناوي، اقتباس الكلمات دون نسبها إلى صاحبها من طرف البعض، ففي دقائق معدودة بإمكان المقرصن تسجيلها، ونسبها إلى أنفسهم بدون عناء أو جهد، لكن مع تطور التكنولوجيا ووسائل الإتصال يتم مؤخرا توثيق مختلف أغانيه وكلماته بمساهمة جمهوره على موقع شبكة الإنترنت.

## وصلات خارجية
- قانا المغناوي على موقع ميوزك برينز (الإنجليزية)
- قانا المغناوي على موقع ديسكوغز (الإنجليزية)

- فيديو يوتوب المغناوي: كل يوم نسمع هدرة

قالب:أعلام مغنية